# Burg Bodman (Staufische Pfalz)
Die Burg Bodman, auch Staufische Pfalz genannt, ist eine abgegangene Burg bei Bodman-Ludwigshafen im Landkreis Konstanz in Baden-Württemberg (Deutschland).
Die wohl um 1160/70 erbaute hochmittelalterliche Burg brannte im Jahr 1277 ab. Von der nicht genau lokalisierbaren Burganlage erhielten sich keine Reste.